# Flughafen Woodbine Municipal

i8
i11
i13
Der Woodbine Municipal Airport (ICAO: KOBI, FAA LID: OBI, ehemals 1N4) ist ein öffentlicher Flughafen, der sich 4 km südöstlich des zentralen Geschäftsbezirks von Woodbine in Cape May County, New Jersey, USA, befindet. Der Flughafen ist Eigentum der Woodbine Port Authority.
Seit 2005 ist der Rettungshubschrauber von Med-Trans Corp am Flughafen stationiert.